# 東海地域リーグ (U-15)
東海地域リーグ (U-15)は、東海地方の4県のチームが参加する第3種年代（中学生）のサッカーのリーグ戦である。

## 概要
JFAプリンスリーグ東海（現：高円宮杯 JFA U-18サッカープリンスリーグ東海）の中学生版として2010年より開催される。初年度の参加チームは前年度の各県U-14リーグの上位チームが参加となる。
2010年は上位1チームに、2011年は上位2チームに高円宮杯 JFA 全日本U-15サッカー選手権大会への出場権が与えられた。

## レギュレーション
前期と後期に分かれ、前・後期全10チームによる総当たりのリーグ戦を行う、2回戦総当たりとなり全18節が行われる。
下位4チームは県リーグに降格となり、その年の各県リーグの優勝チームが翌年より参戦となる。

## 参加チーム（2025年）
| チーム名                     | 所在都道府県 |
| ---------------------------- | ------------ |
| 清水エスパルスジュニアユース | 静岡県       |
| ジュビロ磐田U-15             | 静岡県       |
| 藤枝明誠SC                   | 静岡県       |
| 浜松開誠館中学校             | 静岡県       |
| 藤枝東FC                     | 静岡県       |
| 名古屋グランパスU-15         | 愛知県       |
| 名古屋FC EAST                | 愛知県       |
| 刈谷JY                       | 愛知県       |
| FCフェルボール愛知           | 愛知県       |
| FC岐阜U-15                   | 岐阜県       |

## 歴代優勝チーム
| 年     | チーム                       |
| ------ | ---------------------------- |
| 2010年 | 清水エスパルスジュニアユース |
| 2011年 | 清水エスパルスジュニアユース |
| 2012年 | 名古屋グランパスU-15         |
| 2013年 |                              |
| 2014年 | 清水エスパルスジュニアユース |
| 2015年 | 名古屋グランパスU-15         |
| 2016年 | 清水エスパルスジュニアユース |
| 2017年 | 清水エスパルスジュニアユース |
| 2018年 | ジュビロ磐田Ｕ-15            |
| 2019年 | 清水エスパルスジュニアユース |